# Stareț
Un stareț sau egumen (gr. ἠγούμενος) este capul și părintele spiritual al unei comunități monahale.